# Требечај
Требечај су насељено мјесто у општини Трново, Федерација БиХ, Босна и Херцеговина.

## Становништво
|         | 2013.       | 1991.         | 1981.         | 1971.         |
| Укупно  | 76 (100,0%) | 167 (100,0%)  | 205 (100,0%)  | 260 (100,0%)  |
| Бошњаци | 76 (100,0%) | 144 (86,23%)1 | 166 (80,98%)1 | 200 (76,92%)1 |
| Срби    | –           | 22 (13,17%)   | 39 (19,02%)   | 60 (23,08%)   |
| Остали  | –           | 1 (0,599%)    | –             | –             |

1. 1 На пописима од 1971. до 1991. Бошњаци су пописивани углавном као Муслимани.